# Neuralla
Neuralla là một chi bướm đêm thuộc họ Geometridae.